# Eremogryllodes fiorii
Eremogryllodes fiorii är en insektsart som beskrevs av Scott LaGreca 1969. Eremogryllodes fiorii ingår i släktet Eremogryllodes och familjen Myrmecophilidae. Inga underarter finns listade i Catalogue of Life.